# Gudrun Ringheim
Gudrun Ringheim, född 11 november 1915 i Köpenhamn, död 9 januari 1971, var en dansk skådespelare. Hon var dotter till skådespelaren Arvid Ringheim och syster till skådespelaren Lise Ringheim.
Ringheim uppträdde på Bellevue Teatret 1937 och på Nørrebro Teater 1938–1939. På 1940-talet var hon skådespelare på Falkonerteatret.

## Filmografi i urval
- 1940 – En flicka hela da'n
- 1940 – Barnet
- 1941 – Alla gå kring och förälska sig
- 1944 – Mordets melodi
- 1953 – Vi som går köksvägen